# 奧斯卡·克萊因
奧斯卡·班傑明·克萊因（瑞典語：Oskar Benjamin Klein，1894年9月15日—1977年2月7日），瑞典物理學家。

## 生平
奧斯卡·克萊因出生於斯德哥爾摩省丹德呂德市，為斯德哥爾摩首席拉比戈特利布·克萊因之子，戈特利布·克萊因來自從匈牙利胡門內。他在年輕的時候成為挪威諾貝爾研究所學生，師從斯凡特·奥古斯特·阿伦尼乌斯，當第一次世界大戰爆發後，他正前往法國，準備師從让·佩兰，之後他應徵入伍。
從1917年開始，他在哥本哈根大學與尼尔斯·玻尔工作數年，並獲得斯德哥爾摩大學博士學位。1923年，他獲得安娜堡密西根大學教職，並與妻子格爾達科赫離開丹麥。奧斯卡·克萊因於1925年回到哥本哈根，與保罗·埃伦费斯特在萊頓研究，然後在1926年於隆德大學研究。
克萊因於1959年被授予馬克斯·普朗克獎章。他於1962年退休。
奧斯卡·克萊因與西奧多·卡魯扎發明卡魯扎-克萊因理論，提議第四個空間維度捲曲成一個半徑非常小的圓，所以粒子沿著這個軸移動很短的距離，就會回到起始點。粒子在回到起始點前所能行進的距離則稱作是該維度的大小。這個額外維度（extra dimension）是一個緊集，而時空具有緊緻維度的現象則稱作是緊化。
1938年，他提出玻色子交換模型來解釋電弱相互作用（放射性衰變），幾年後，湯川秀樹提出類似想法。卡魯扎-克萊因理論也可以被推廣成楊-米爾斯理論。
奧斯卡·克萊因紀念講座每年在斯德哥爾摩大學舉行。

## 外部連結
- MacTutor biography of Oskar Klein （页面存档备份，存于）